# Encephalartos villosus
Encephalartos villosus česky též Píchoš huňatý je druh cykasu z čeledi zamiovité (Zamiaceae). Pochází ze Svazijska v Jižní Africe, kde se řadí mezi nejrozšířenější cykasy, často používané i v zahradnictví. Na konci 19. století byl ve velkém množství vyvážen do Evropy a je proto hojně zastoupen i ve světových sbírkách včetně ČR.
Pro svoji relativně snadnou dostupnost bývá v angličtině lidově nazýván „cykas chudého muže“ (Poor Man's Cycad).

## Popis
Mezi cykasy se řadí k nejmenším, takže vypadají spíše jako keře. Přízemní kmeny největších známých rostlin dorůstají výšky 40 cm s listy až 3 m dlouhými.

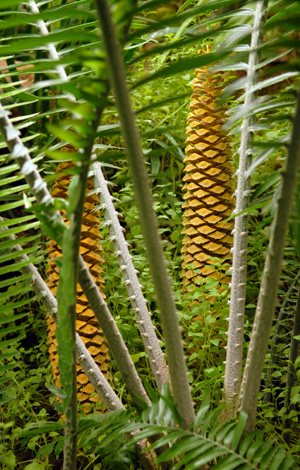
Samčí šištice v Teplicích

## Encephalartos villosus v Česku
Významnou raritou je stoletý samčí trs v Botanické zahradě Teplice, evidovaný již v roce 1904. Je zde patrné jak pomalu tyto malé cykasy rostou. Kmen největšího z těchto stoletých rostlin je jen 26 cm vysoký. Při nedávné stavbě nových skleníků a souvisejícím stěhování rostlin se trs rozpadl a jedna rostlina proto byla zasazena odděleně.
Další Encephalartos villosus najdete v botanické zahradě v Brně a dospělou samčí rostlinu vlastní i Botanická zahrada Liberec.

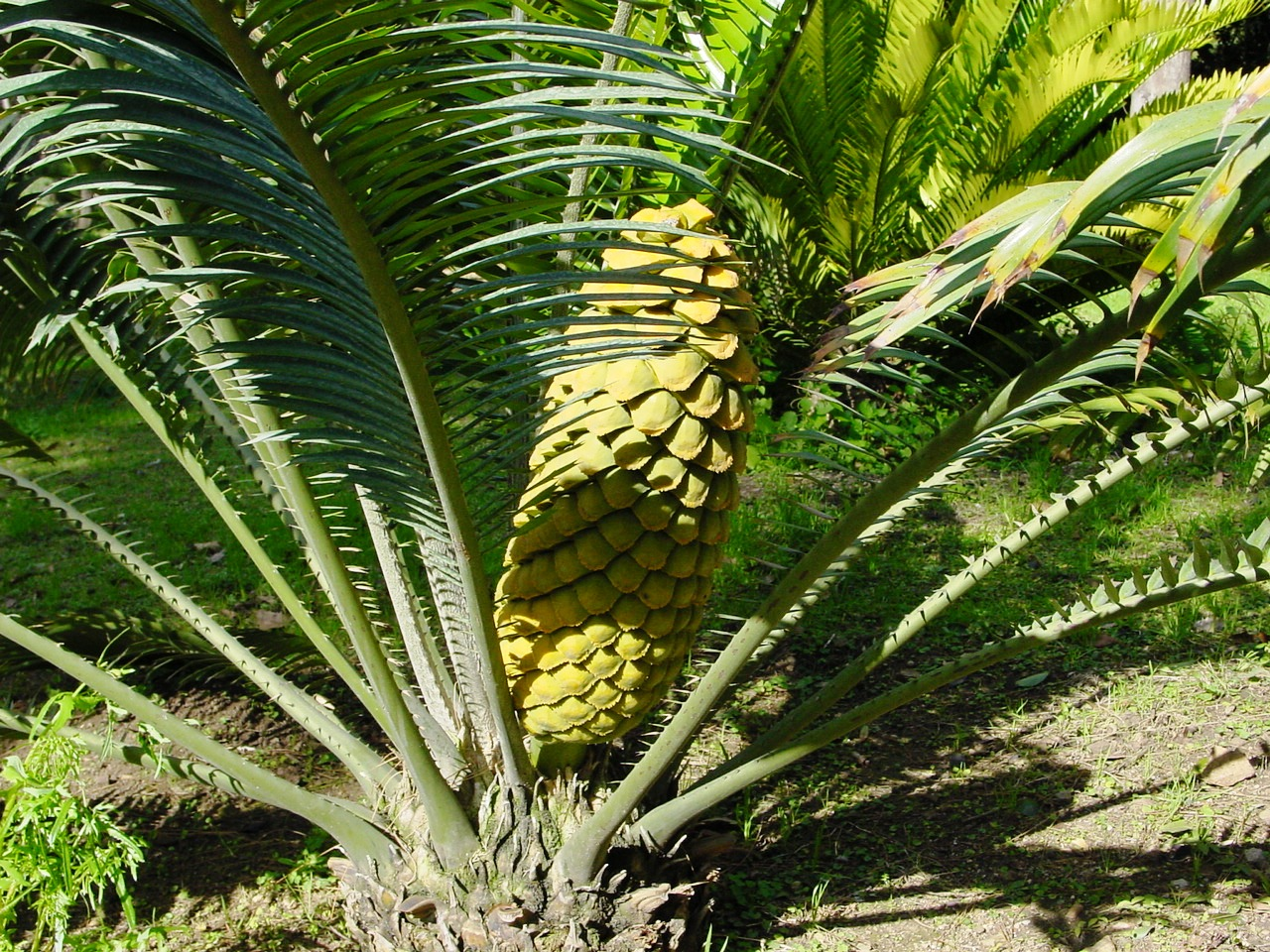
Samičí šištice

## Ochrana
Jedná se o chráněnou rostlinu jejíž přežití je v přírodě ohroženo. Druh Encephalartos villosus je zapsán na hlavním seznamu CITES I, který kontroluje obchod s ohroženými druhy - jak s rostlinami, tak i jejich semeny.

## Odkazy

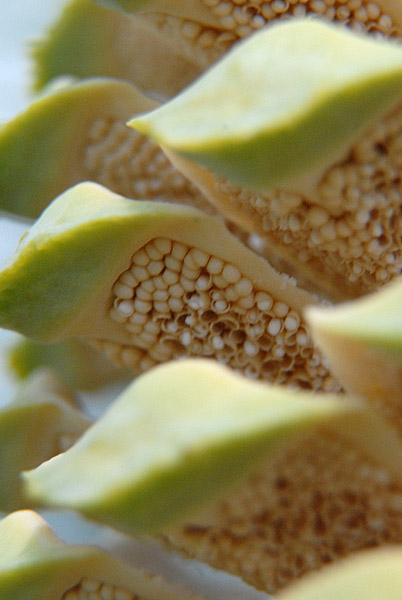
Mikrosporangia - pylové váčky v samčí šištici Encephalartos villosus